# Framta
Framta (ou Frontan) est le roi de la partie nord du royaume suève en 456. Il est en concurrence avec Agiulf qui règne sur la partie sud du royaume.

## Biographie
Il meurt en 457. Il est remplacé par Maldras qui devient le roi des deux parties du royaume après l'assassinat de Agiulf.